# Liste des prénoms arméniens féminins
Voici une liste des prénoms arméniens féminins :
- Haut – A
- B
- C
- D
- E
- F
- G
- H
- I
- J
- K
- L
- M
- N
- O
- P
- Q
- R
- S
- T
- U
- V
- W
- X
- Y
- Z

## A
- Achkhène
- Adriné
- Aghavnie
- Aïda
- Almasde
- Alvarte
- Anahid
- Anahit
- Anguiné
- Ani
- Ankiné
- Annemane
- Anouch
- Antarame
- Araxie
- Ararat
- Ararad
- Archalouïs
- Aregnazane
- Areknazane
- Arev
- Arménouhie
- Armig
- Armik
- Arminé
- Aroussiag
- Aroussiak
- Arpiné
- Arsiné
- Astghik
- Astrik
- Azadouhie
- Azatouhie
- Azkanouche
- Aznive

## B
- Baïdzare
- Bavakane
- Berdjouhie
- Bourastane

## C
- Chaké
- Chamame
- Chamirame
- Chenorig
- Chenorik
- Chérame
- Choghère
- Choghig
- Choghik
- Chouchan

## D
- Datevig
- Datevik
- Dechghouhie
- Dikranouhie
- Dirouhie
- Ditsouhie
- Dzaghig
- Dzovinare

## E
- Endza
- Endzanouche

## G
- Gariné
- Garoune
- Gayané
- Gohare
- Guéghanouche
- Guéghétsik
- Guéghouhie

## H
- Haïastane
- Haïganouche
- Haïgouhie
- Haïkanouche
- Haïkouhi
- Haïotse
- Hamesde
- Hameste
- Hasmik
- Hasmig
- Héghiné
- Heghnare
- Héranouche
- Hériknaze
- Herminé
- Hnazante
- Houri
- Hrandouhie
- Hranouche
- Hrantouhie
- Hrarpie
- Hratchouhie
- Hripsimé

## I
- Ichkhanouhie
- Iskouhie
- Inna
- Inesa

## K
- Kariné
- Karoune
- Kéghanouche
- Kéghétsig
- Kéghouhie
- Khatoune
- Knkouche
- Koharig

## Lyda/lida
- Lernouhie
- Lilit
- Lorig
- Lorik
- Loussentag
- Loussentak
- Loussig
- Loussik
- Loussine
- Lusine

## M
- Maïranouche
- Makrouhie
- Manig
- Manik
- Mané
- Manouchag
- Manouchak
- Manouche
- Marale
- Mariame
- Marine
- Maritza
- Markaride
- Markarite
- Maro
- Mayréni
- Méliné
- Mélinée
- Mereti
- Métaxia

## N
- Naïri
- Nakhchoune
- Nanée
- Naninne
- Nanor
- Nardouhie
- Narguize
- Nariné
- Nartouhie
- Nazanie
- Nazénie
- Nazig
- Nazik
- Nevarte
- Nora
- Nouchik
- Nouchig
- Nuné
- Nounoufare
- Noyémie
- Noyemsare

## Ofsanna
- Ovsanna

## P
- Peproushe
- Païtsare
- Parandzème
- Parantzème
- Pavagane
- Perdchouhie
- Pérouze
- Pourasdane

## R
- Réhane
- Rouzane
- Ruzanna

## S
- Salpi
- Sandoukhte
- Santoukhde
- Saténig
- Saténik
- Séda
- Serbouhie
- Serpouhie
- Séta
- Sévana
- Sévane
- Shushan
- Sima
- Siranouche
- Sirarpie
- Sirouhie
- Siroune
- Sirvarte
- Sona
- Sossie
- Spidag
- Spitak

## T
- Takouhie
- Taline
- Tamare
- Tadevig
- Tatevik
- Techkhouhie
- Tigranouhie
- Tirouhie
- Titsouhie
- Toukhig
- Toukhik
- Tsoghiné
- Tsoliné
- Tzaghik
- Tzovinare

## V
- Varsénig
- Varsénik
- Vart
- Varteni
- Varterès
- Vartitère
- Vartouhie
- Véhanouche
- Vergine
- Verguiné
- Verkiné

## Y
- Yeghsapete
- Yerandouhie
- Yeranouhie
- Yerantouhie
- Yerdchanig
- Yerdjanik
- Yestère
- Yéva
- Yevguiné

## Z
- Zabèle
- Zapèle
- Zarmen
- Zarmig
- Zarmik
- Zarmouhie
- Zarouhie
- Zépioure
- Zmroughte
- Zmroukhde
- Zmroukhte
- Zovinar
- Zvarte